# Liste der Monuments historiques in Saint-Brice (Gironde)
Die Liste der Monuments historiques in Saint-Brice (Gironde) führt die Monuments historiques in der französischen Gemeinde Saint-Brice auf.

## Liste der Objekte
| Bezeichnung | Beschreibung          | Standort                      | Kennzeichnung | Schutzstatus | Datum | Bild |
| ----------- | --------------------- | ----------------------------- | ------------- | ------------ | ----- | ---- |
| Glocke      | Bronze, 1578 gegossen | in der Kirche St-Brice (Lage) | PM33000668    | Classé       | 1942  |      |